# Battriana

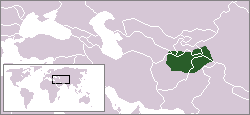
Localizzazione della Battriana rispetto ai moderni confini

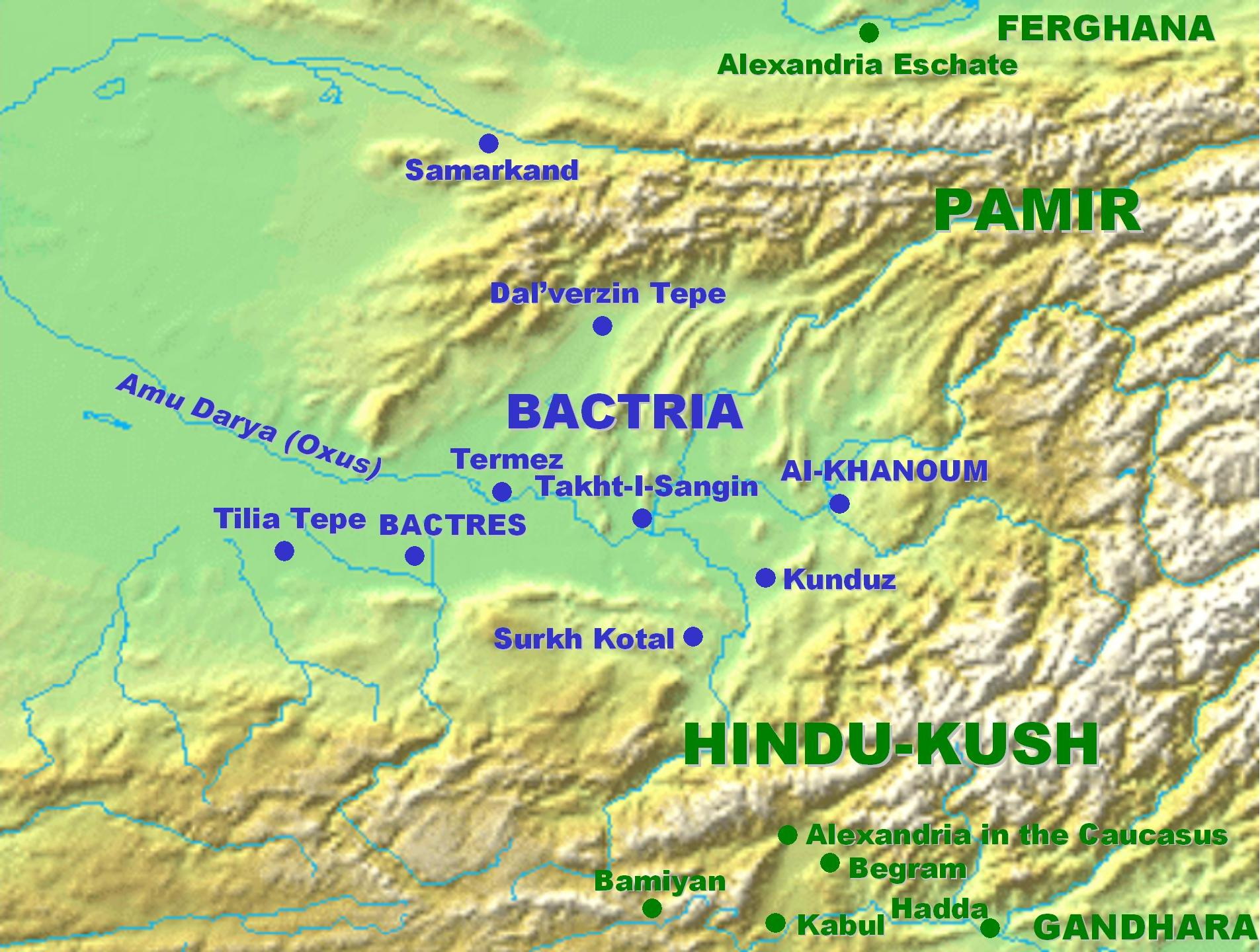
Mappa della Battriana

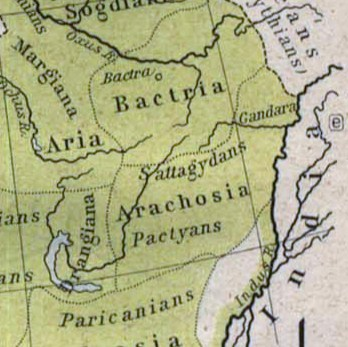
La Battriana achemenide e le satrapie circostanti

La Battriana (in italiano anche Bactriana o Battria, in persiano Bakhtār, in greco antico Βακτριανή Baktrianê, in battriano Βαχλο, Bakhlo) è un'antica regione storica dell'Asia centrale. Era compresa approssimativamente tra la catena dell'Hindu Kush (l'antico Caucasus Indicus) a sud e il fiume Oxus (ora Amu Darya) a nord, anche se il confine settentrionale variò nel corso del tempo. La sua capitale, Bactra (oggi Balkh), è situata nell'odierno Afghanistan settentrionale.
Antichissima sede di civilità, la regione è considerata il luogo di origine dello zoroastrismo, ed è stata anche un importante centro di diffusione del buddismo e più tardi dell'Islam.
La sua popolazione, i battriani, sono una delle linee ancestrali dei Tagichi, così come forse dei Pashtun. Alcuni storici ritengono che il nome moderno Tajik sia da collegarsi a Ta-Hsia, il nome in cinese antico della regione. La lingua battriana era una lingua iranica della sottofamiglia indo-iraniana delle lingue indoeuropee.

## Geografia
La Battriana era definita originariamente come la regione compresa tra l'Hindu Kush e il fiume Oxus, ma nel corso della storia comprese anche le terre a nord di tale fiume, fino alle catene montuose del Pamir e dei Monti Hisor, che ne delimitavano il confine con la Sogdiana attraverso la gola delle Porte di ferro. A est, oltre la catena dell'Hindu Kush, la Battriana confinava con l'antica regione di Gandhāra nel subcontinente indiano. Più sfumato era il confine occidentale: in tempi achemenidi esso era delimitato dalla valle del fiume Hari, che costituiva la satrapia di Aria (odierna regione di Herat). È un paese montagnoso con clima moderato. L'acqua è abbondante e la terra è molto fertile. La Battriana era la terra di provenienza di una delle tribù iraniche.

## Storia
In tempi preistorici, la regione fu sede, assieme alla limitrofa Margiana, del complesso archeologico battriano-margiano, una cultura risalente all'età del bronzo, datata fra il 2200 e il 1700 a.C.
È in queste terre, dove il fertile terreno del paesaggio montagnoso è circondato dal deserto Turaniano, che il profeta Zoroastro predicò e guadagnò i primi adepti. Il linguaggio sacro in cui è scritta l'Avestā, il libro sacro degli Zoroastriani, era una volta denominato "vecchio Battriano".

### Ciro e Alessandro
Non è noto se la Battriana facesse parte dell'Impero dei Medi, ma la regione fu sottomessa da Ciro il grande e da allora formò una delle satrapie dell'Impero persiano. Dopo che Dario III di Persia fu sconfitto da Alessandro Magno e ucciso nel caos susseguente, il suo uccisore Besso, satrapo della Battriana, cercò di organizzare una resistenza nazionale intorno alla sua satrapia.
Alessandro conquistò la Battriana senza troppe difficoltà; solo in Sogdiana nel nord, oltre l'Oxus, incontrò una forte resistenza. La Battriana divenne una provincia dell'Impero macedone e in seguito entrò sotto il governo di Seleuco I, re dell'Asia.

### Impero seleucide

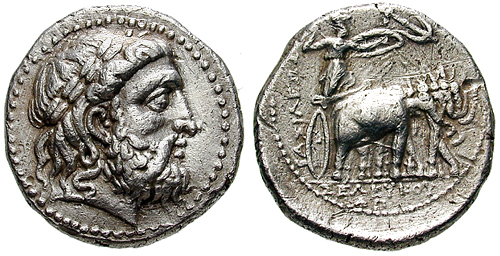
Tetradracma di Seleuco I Nikator, fondatore della dinastia seleucide nel 313 a.C.

I macedoni (specialmente Seleuco I e suo figlio Antioco I) fondarono l'Impero seleucide e molte grandi città greche nell'Iran orientale, cosicché la lingua greca divenne per un certo tempo quella dominante. Il paradosso che la presenza greca fosse maggiore in Battriana piuttosto che in aree più vicine alla Grecia potrebbe essere spiegato dalla politica dei nuovi re persiani di spostare gli inaffidabili coloni greci in questa provincia più remota del loro enorme impero.

### Regno greco-battriano
Le grandi difficoltà incontrate dall'Impero seleucide mentre combatteva gli attacchi di Tolomeo II d'Egitto, diedero a Diodoto I, satrapo della Battriana, l'opportunità di rendersi indipendente (verso il 255 a.C.) e di conquistare anche la Sogdiana. Egli fu il fondatore del Regno greco-battriano. Diodoto e i suoi successori furono abili a difendersi dagli attacchi dei Seleucidi, in particolare di Antioco III il Grande, che fu definitivamente sconfitto dai Romani nel 190 a.C., anno in cui era regnante in Battriana il re Pantaleone.
Alcune delle scoperte fatte negli ultimi due secoli e mezzo hanno avuto un forte impatto. A cominciare dal 1843, per esempio, si è saputo che Agatocle e Antimaco hanno coniato, oltre ad altri loro tipi, una straordinaria serie di monete commemorative in onore dei primi re della Battriana. Queste emissioni speciali, a volte chiamate "monete pedigree", ci aiutano a disporre nel giusto ordine i regni dei sovrani, da Alessandro Magno a l'effimero regno di un re nominato Pantaleone "Il Salvatore". Tre monete delle serie sono ancora uniche, incluse due (onoranti re Diodoto "il Divino" e re Pantaleone) solo recentemente scoperte; la lista potrebbe allungarsi ancora. Queste rare monete non hanno paralleli numismatici altrove, e ci presentano un tratto inaspettato di un "album di foto ufficiali" dei primi monarchi della Battriana.
I Greco-battriani furono così potenti da essere in grado di espandere il loro territorio fino all'India:

### Regno indo-greco

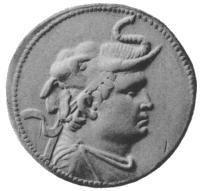
Il fondatore del Regno indo-greco Demetrio I (205-171 a.C.), che indossa lo scalpo di un elefante, simbolo della sua conquista dell'India.

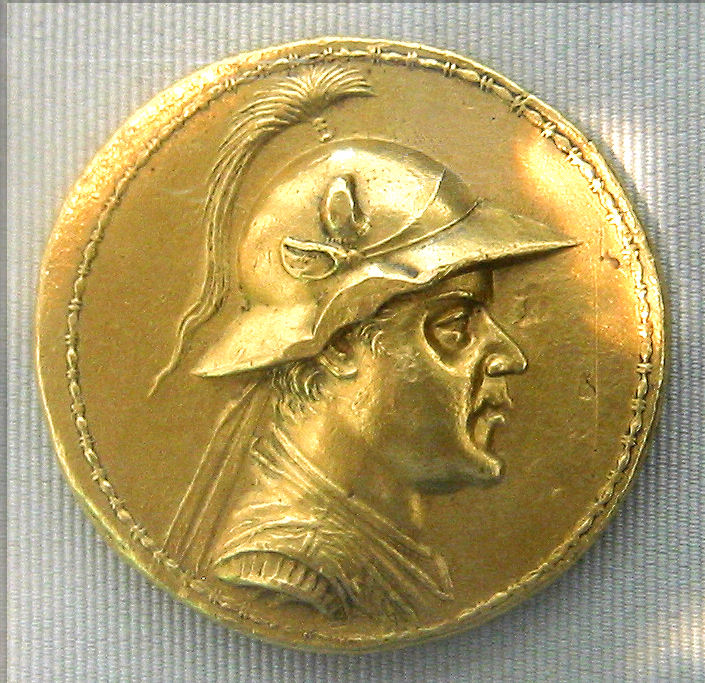
Moneta d'oro da 20 stateri del sovrano greco-battriano Eucratide (170-145 a.C.): la più grande moneta aurea coniata nell'antichità

Il re battriano Eutidemo I e suo figlio Demetrio attraversarono l'Hindu Kush ed iniziarono la conquista dell'Afghanistan settentrionale e della valle dell'Indo.
Per un breve periodo ebbero un grande potere;  sembrava che un grande impero greco dovesse sorgere in Oriente.  Ma questo impero fu lacerato da dissensi interni e continue usurpazioni.  Quando Demetrio avanzò nell'India, uno dei suoi generali, Eucratide, si nominò re di Battriana e presto in ogni provincia nacquero nuovi usurpatori, che si proclamavano re e combattevano uno contro l'altro.
La maggior parte di costoro è conosciuta solo grazie alle loro monete, di cui un grande numero è stato trovato in Afghanistan e in India. A causa di queste guerre, la posizione dominante dei Greci fu insidiata rapidamente. Dopo Demetrio ed Eucratide, i re abbandonarono la monetazione secondo lo standard attico ed introdussero uno standard locale, senza dubbio per ampliare i loro consensi anche al di là della minoranza greca.  In India, il sincretismo andò oltre: il sovrano Menandro, noto come un grande conquistatore, arrivò a convertirsi al Buddismo, assai forte in Asia centrale e in Sogdiana in particolare.  I suoi successori riuscirono a rimanere al potere più a lungo, ma verso il 10 d.C. tutto ciò che rimaneva dei re greci era completamente sparito.
La debolezza dell'impero greco-battriano è dimostrata dalla sua rapida e completa disfatta prima da parte dei Saka e poi da parte dei Yuezhi (che divennero poi noti come Kushan),  che conquistarono la Da-Xia, nome cinese della Battriana, che viene riportato nelle sue cronache l'inviato cinese Zhang Qian, verso il 126 a.C..
Ma il suo emergere, isolato da migliaia di chilometri dalla Grecia, può essere descritto solo come un paradosso. Comunque la sua influenza culturale non fu completamente perduta; uno stile artistico costituito da una miscela di elementi orientali e occidentali, conosciuto come cultura del Gandhara, sopravvisse all'impero per centinaia di anni.

### Contatti con la Cina

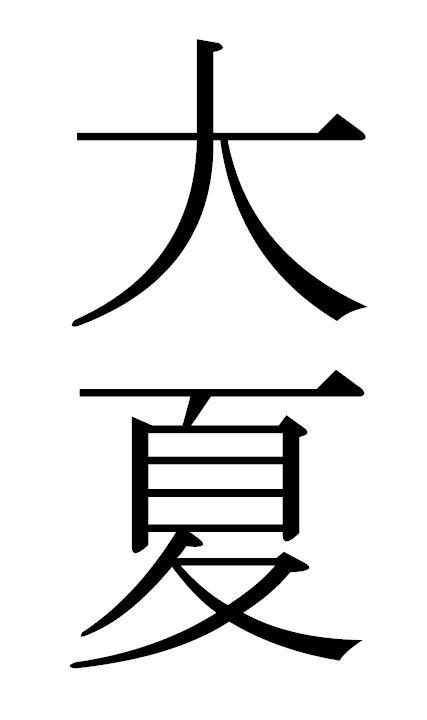
Ideogramma per Da Xia, l'antico nome cinese della Battriana

La Battriana (nota ai cinesi come Da Xia) fu visitata dall'esploratore cinese Zhang Qian nel 126 a.C.
Le relazioni di Zhang Qian furono messe per iscritto nel Shiji (Relazioni del Grande storico) da Sima Qian nel I secolo a.C. Descrivono un'importante civilizzazione urbana di circa un milione di persone, che viveva in città cinte da mura governate da piccoli re locali o da magistrati. Da Xia era un influente paese con ricchi mercati, che commerciava un'incredibile varietà di oggetti, che arrivavano da lontano, perfino dalla Cina meridionale.
Nel periodo in cui Zhang Qian visitò la Da Xia non c'era più un grande re e i Battriani erano sottomessi ai nomadi Yuezhi, che si erano insediati nel nord dei loro territori oltre l'Oxus. Tuttavia, Zhang Qian descrisse una popolazione più sofisticata che demoralizzata, ma che aveva paura della guerra.
Questi contatti portarono immediatamente all'invio di diverse ambasciate da parte della Cina, che aiutarono lo sviluppo della Via della seta.

## Tokharistan
In seguito all'insediamento degli Yuezhi (noti in Occidente come "Tokhari"), l'area della Battriana, prese il nome di Tokharistan.  Dal I al III secolo il Tokharistan fu sotto il governo dell'Impero Kushan. Poi ci furono i Sasanidi (Indo-sasanidi). Più tardi, nel V secolo fu controllata dai Chioniti e dagli Eftaliti (o Shvetahûna - Unni bianchi). Nel VII secolo dopo un breve periodo sotto il Khaganato turco, fu conquistata dagli Arabi musulmani.